# Národní knihovna Andorry
Národní knihovna Andorry (katalánsky Biblioteca Nacional d'Andorra) je národní knihovnou Andorry se sídlem ve městě Encamp. Byla založena 7. září 1930 v budově Casa de la Vall v Andoře la Vella, hlavním městě knížectví. Knihovna byla z důvodu nedostatku prostoru několikrát přestěhována a od roku 2020 sídlí v budově bývalého hotelu Rosaleda v Encampu.
Knihovna má od roku 1980 za účelem "zachování národního duševního vlastnictví, rozšiřování sbírek a vedení statistik o nakladatelské produkci země" právo povinného výtisku všech publikací vydaných v Andoře nebo uvedených na trh v Andoře a Andorry se týkajících.. Od roku 1987 slouží také jako instituce přidělující ISBN. Od roku 1998 pak vydává pod názvem Ex-libris Casa Bauró (dle tehdejšího sídla) národní bibliografii Andorry, kterou je možné najít na webu knihovny. První vydání pokrylo rok 1997, kterým tak národní bibliografie začíná. Retrospektivní bibliografii knihovna nevydává.

## Sbírky knihovny

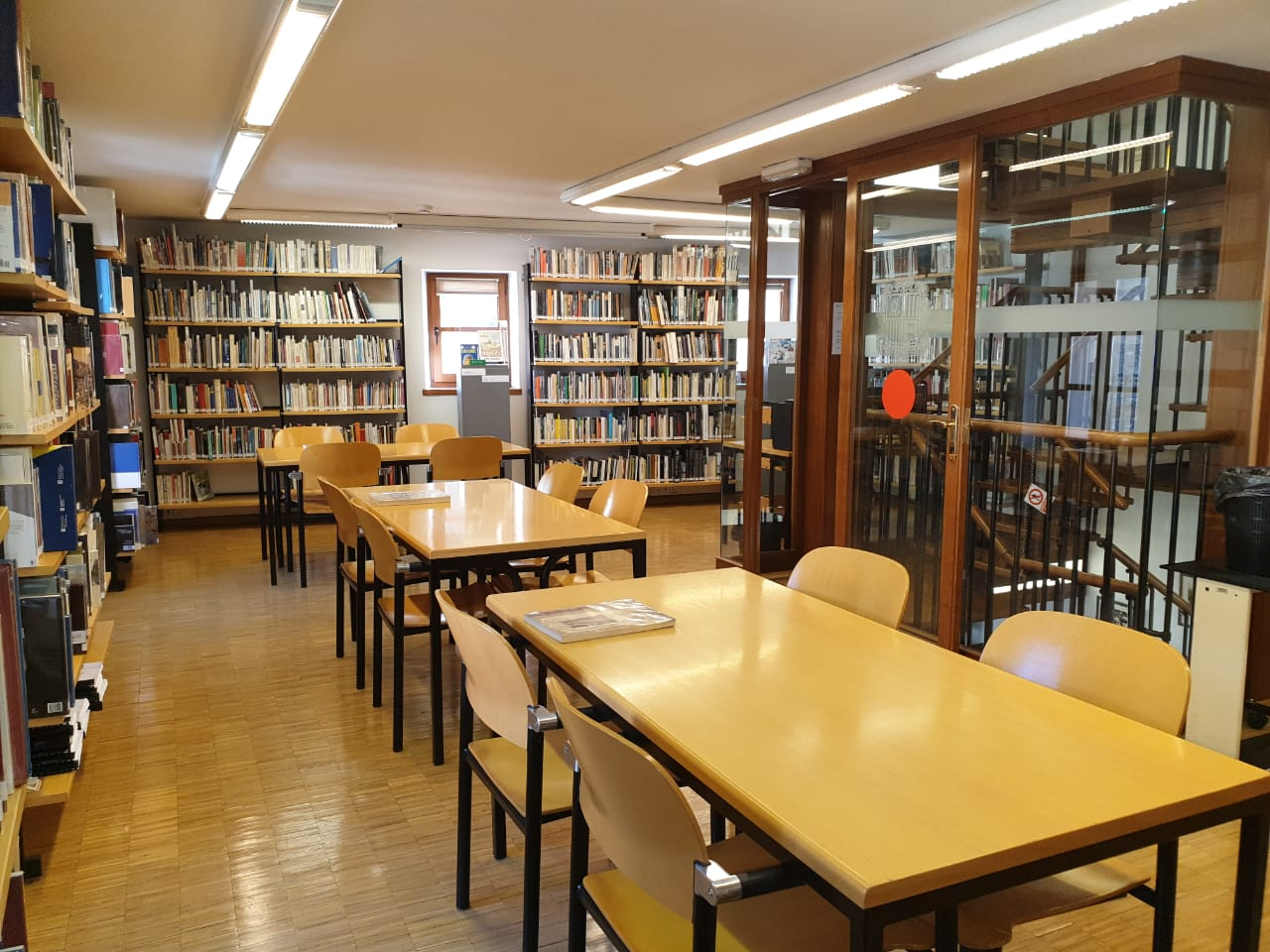
Interiér Národní knihovny Andorry

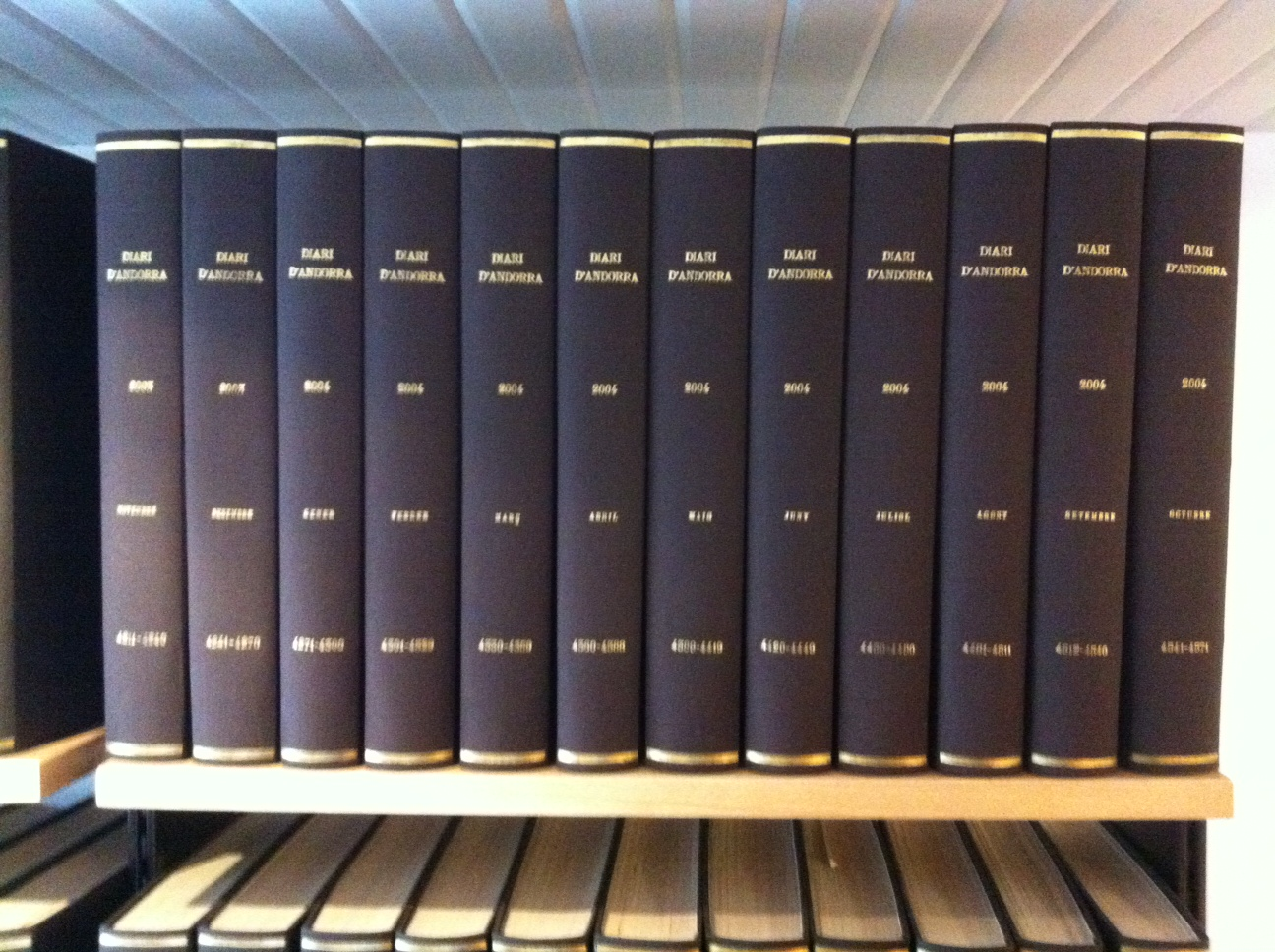
Svazky andorských novin Diari d'Andorra v Národní knihovně Andorry

Andorra na mapě oblasti rozšíření katalánštiny

Národní knihovna nabízí informační a referenční služby, reprografické služby, možnost studia dokumentů ve studovnách, absenční výpůjčky části knihovních fondů a meziknihovní výpůjčky.
Do fondů ve správě Národní knihovny Andorry patří:
- Obecné sbírky se skládají z dokumentů publikovaných v Andoře a publikovaných v zahraničí o Andoře či andorskými autory. Jsou rozšiřovány povinnými výtisky, ale i akvizicemi a dary.
  - Moderní sbírka zahrnuje monografie, periodika, partitury, brožury, programy, katalogy, kartografické materiály atd. publikované od roku 1970.
  - Sbírky grafických materiálů jsou tvořeny rytinami, plakáty a pohlednicemi. K nejcennějším patří sbírka kolorovaných rytin z období romantismu.
  - Audiovizuální sbírka obsahuje dokumenty v různých fyzických i digitálních formátech. Patří sem například dokumentární filmy a reportáže o Andoře, či hudební sbírka s obzvlášť obsáhlou sekcí týkající se jazzu.
  - Sbírka starých a vzácných dokumentů zahrnuje ty dokumenty, které byly vydány před rokem 1970 (sahá na počátek 19. století), či je obtížné získat jejich výtisk.
- Sbírka rodiny Areny-Plandolit zahrnuje na 5 a půl tisíce knih, 12 a půl tisíce periodik a 700 dalších dokumentů. V roce 1972 ji získala Generální rada Andorry a je uložena v Casa Areny-Plandolit ve městě Ordino. Budova od roku 1986 slouží jako muzeum. Sbírka byla v roce 2011 prohlášena za kulturní památku Andorry. Nejčastějšími tématy dokumentů jsou zemědělství, magie, ekonomie, politika, literatura, lékařství, náboženství a dobové dění. Součástí je také sbírka genealogických údajů katalánských rodin.
- Sbírka Casa Rossell je tvořena 2 tisíci knih, periodik a dalších dokumentů. V roce 1996 připadla andorrské vládě z důvodu úmrtí bez závěti a žádných dalších potomků vlastníků domu Rossell a v roce 2011 byla prohlášena za kulturní památku Andorry. Nejčastějšími tématy sbírky jsou právo a náboženství, následované filozofií, lékařstvím, veterinárním lékařstvím, zemědělstvím, účetnictvím, literaturou a zeměpisem. Přibližně čtvrtinu sbírky tvoří první vydání obtížně dostupných monografií o Andoře. První zmínka o sbírce domu Rossell pochází z 15. století, ale v podobě, ve které se dochovala, zahrnuje především dokumenty z 18. až 20. století.
- Sbírka Bible světa obsahuje 1 500 biblí ve 1 200 jazycích a je uložena v bazilice Panny Marie v Meritxell. Vlastníkem sbírky je andorrská arcidiecéze a jejím zakladatelem Pere Roquet Ribó, který první bibli, v místním jazyce turkana, dostal darem na své cestě do Keni.
- Sbírka Casal i Vall je sbírkou publikací andorrského nakladatelství Casal i Vall. Vzniklo v roce 1956 a zpočátku vydávalo díla, která katalánská nakladatelství nemohla vydat z důvodu cenzury. Většina vydaných děl spadala do oblasti církevní literatury, aby nevznikaly konflikty s andorrským biskupstvím.
- Sbírka novin zahrnuje periodika publikovaná v Andoře od počátku 20. století do současnosti a zahraniční periodika s články o Andoře. Knihovna zahájila proces digitalizace nejstarších periodik pro projekt Digitální knihovny Andorry.

## Galerie

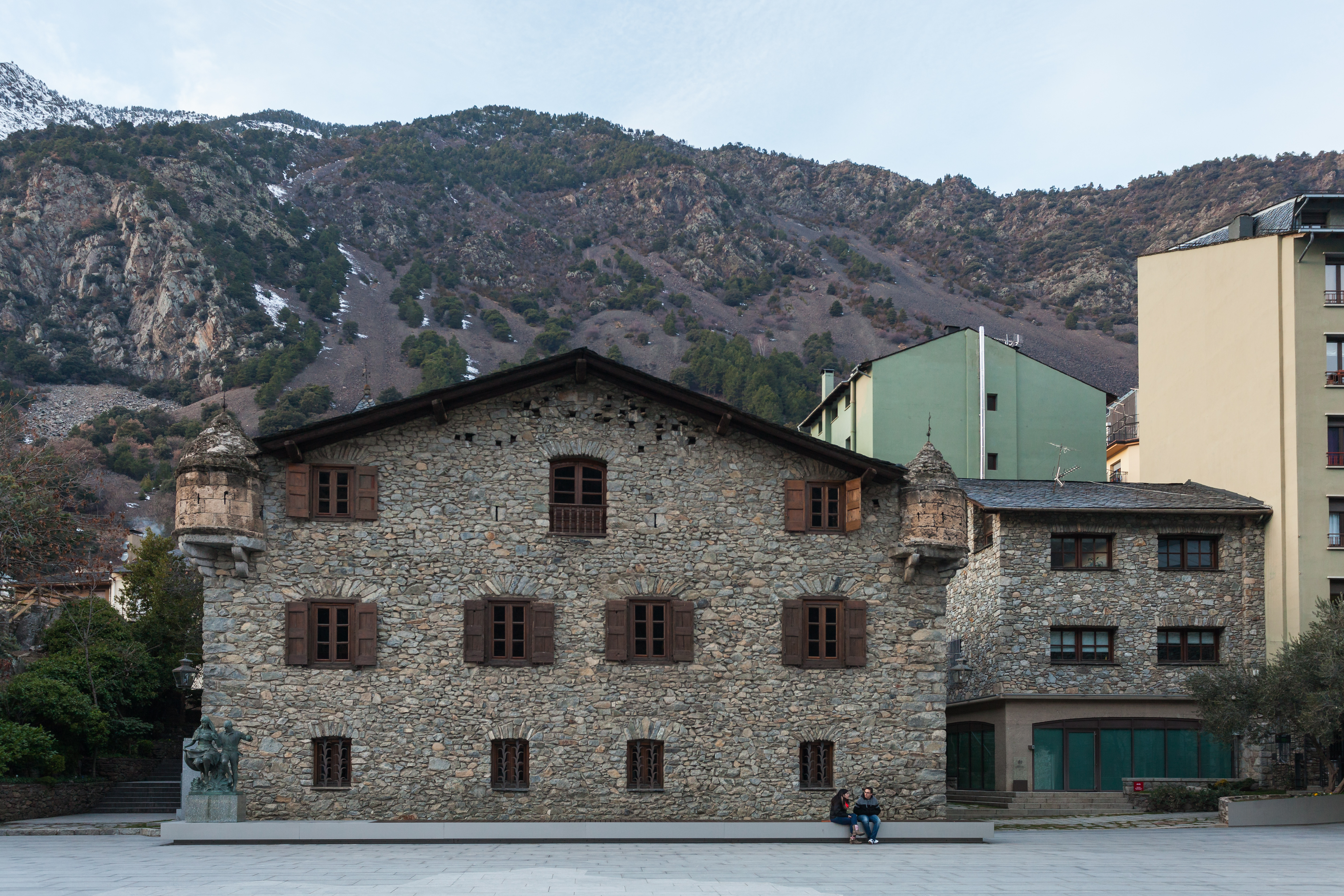
Casa de la Vall, Andorra la Vella - první sídlo národní knihovny (1930–1974)
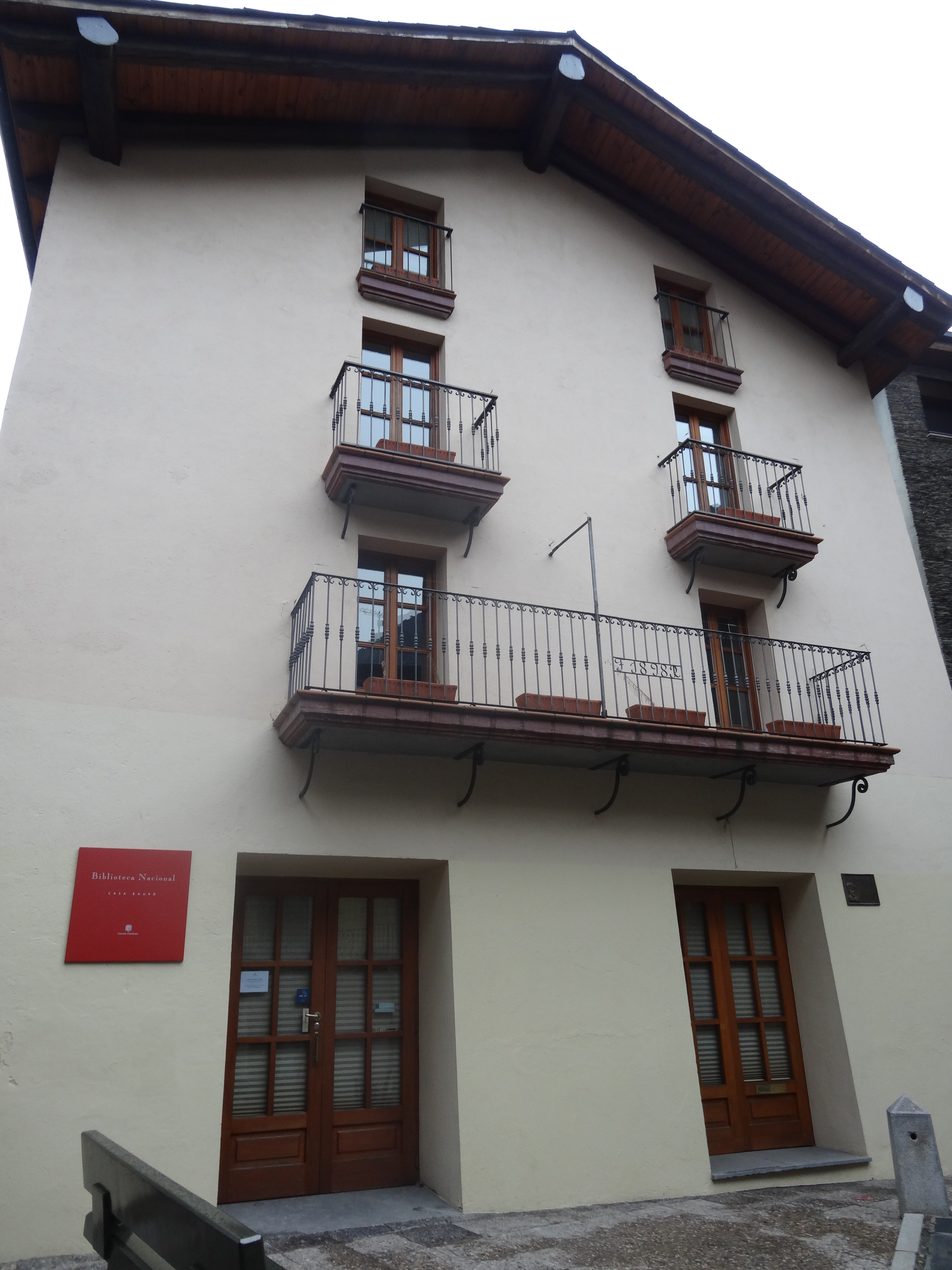
Casa Bauró, Andorra la Vella - bývalé sídlo národní knihovny (1996–2020)